# Dolîna, Reșetîlivka
Dolîna (în ucraineană Долина) este un sat în comuna Kukobivka din raionul Reșetîlivka, regiunea Poltava, Ucraina.

## Demografie
Componența lingvistică a localității Dolîna
     Ucraineană (94,26%)
     Rusă (4,78%)
     Alte limbi (0,96%)
Conform recensământului din 2001, majoritatea populației localității Dolîna era vorbitoare de ucraineană (94,26%), existând în minoritate și vorbitori de rusă (4,78%).